# Сарай-Гірська сільська рада
Сара́й-Гі́рська сільська рада (рос. Сарай-Гирский сельский совет) — сільське поселення у складі Матвієвського району Оренбурзької області Росії.
Адміністративний центр — село Сарай-Гір.

## Історія
2005 року ліквідовано селище Дружба, селище Чапаєво передано до складу сусіднього Асекеєвського району. 2009 року частина території Сарай-Гірської сільради була передана до складу Матвієвської сільради (селища Красна Поляна, Радовка), а частина — до Новоспаської сільради (селище Садак).

## Населення
Населення — 1476 осіб (2019; 1741 в 2010, 2666 у 2002).

## Склад
До складу сільської ради входять:
| Населений пункт      | Населення, осіб (2002) | Населення, осіб (2010) |
| -------------------- | ---------------------- | ---------------------- |
| Александровка, село  | 299                    | 149                    |
| Дружба, селище       | 0                      | -                      |
| Пролетаровка, селище | 247                    | 121                    |
| Сарай-Гір, село      | 1839                   | 1471                   |